# アステル四国
アステル四国とは、
- かつて四国地域において展開されていたアステルPHS事業のサービスブランド名。「アステル四国」

- かつて四国地域においてPHS事業を行っていた電気通信事業者。「株式会社アステル四国」

本稿ではかつて四国地域においてアステルブランドを用い展開されていたPHS事業、またそれに付随する事業を詳述。

## 業務地域
- 徳島県、香川県、愛媛県、高知県

## 年表
- 1994年10月25日 - 株式会社アステル四国設立。
- 1995年10月16日 - アステル四国サービス開始。
- 2002年3月1日 - 株式会社アステル四国から株式会社四国情報通信ネットワーク(STNet)へPHS事業が譲渡される。
- 2004年7月28日 - アステル四国サービスの新規受付を終了。
- 2005年5月26日 - アステル四国サービスを終了。全国で7社目の撤退。

## 通信端末
詳細はアステル内の通信端末を参照のこと。

## アステル四国独自のサービス

### ねっとホーダイ
2000年3月15日 「ねっとホーダイ」を開始。22〜翌1時に接続制限時間帯があった。
2002年3月1日（STNetへの事業譲渡と同時）、「ねっとホーダイ24」を開始。24時間定額制。